# Shopping
Shopping és una pel·lícula britànica del 1994 d’acció criminal dramàtica escrita i dirigida per Paul W. S. Anderson sobre un grup d'adolescents britànics que es dediquen al robatori de cotxes per encastament. Va ser el primer paper principal important per a l'actor Jude Law, que va conèixer per primera vegada la seva coprotagonista i futura dona Sadie Frost al plató de la pel·lícula.
La pel·lícula es trobava a Trellick Tower, Golborne Road, Londres.

## Argument
Billy i Jo roben cotxes esportius amb l'objectiu d'aixafar els aparadors de les botigues. Alguns ho fan per diners. Aquesta és la seva manera de comprar. Després de l'arrest de Billy, Tommy s'apodera del seu territori. Però Billy té la intenció de recuperar el poder tan bon punt surti de la presó. S'enfrontaran en persecucions devastadores. El seu objectiu comú serà trencar, destruir i polveritzar.

## Repartiment
- Sadie Frost – Jo
- Jude Law - Billy
- Sean Pertwee – Tommy
- Fraser James – Be Bop
- Sean Bean – Venning
- Marianne Faithfull – Bev
- Jonathan Pryce – Conway
- Daniel Newman – Monkey (com Danny Newman)
- Lee Whitlock - Pony
- Ralph Ineson – Deu
- Eamonn Walker – Peters
- Jason Isaacs - Comerciant de mercat
- Chris Constantinou – Yuppie
- Tilly Vosburgh – Sra. Taylor
- Melanie Hill – Sarah

## Banda sonora
- The Sabres of Paradise – Theme
- Smith & Mighty – Drowning Man
- The Disposable Heroes of Hiphoprisy – Water Pistol Man
- Senser – No Comply
- Stereo MC's – Wake Up
- Barrington Pheloung – Hunters and Hunted
- James Vs The Sabres of Paradise – Honest Joe (Spaghetti Steamhammer Mix)
- Credit to the Nation – Call It What You Want
- Kaliphz – Vibe Da Joint
- Utah Saints – I still think of you
- Wool – The Witch
- Perfecto – Rise
- One Dove – Why don't you take me
- Barrington Pheloung – Billys Theme
- Shakespears Sister – Waiting
- Barrington Pheloung – Climb Down To Crash
- Orbital – Crash and Carry (a.k.a. The Meet)
- Salt-n-Pepa – Heaven or Hell
- EMF – Don't Look Back
- Barrington Pheloung – Tread The Thin Line
- Utah Saints – Highlander (no a l'àlbum de la banda sonora)

## Comentaris
Channel 4 va escriure una ressenya mixta de Shopping, afirmant que "prenent préstec de Blade Runner i Gotham City per construir la seva visió d'un país dividit. la manca de subtilesa ennuvola les seves intencions, el director ofereix una història lliscant i entretinguda que probablement es recordarà millor com la primera pel·lícula de Jude Law."